# 皮斯蒂哈薩山
14°43′21″S 72°44′30″W / 14.72250°S 72.74167°W
皮斯蒂哈薩山（Pisti Q'asa），是秘魯的山峰，位於該國南部阿雷基帕大區，由拉烏尼翁省的瓦伊納科塔斯區負責管轄，屬於萬索山脈的一部分，海拔高度5,000米。